# 後藤次利
後藤 次利（ごとう つぐとし、1952年2月5日 - ）は、日本のベーシスト・作曲家・編曲家・音楽プロデューサー。
東京都品川区西五反田出身。青山学院高等部卒業・青山学院大学中退。妻は元・おニャン子クラブの河合その子。

## 略歴

### 学生時代
中学生の時に、姉が購入したビートルズ、ベンチャーズのレコードを聴き始める。その後、姉に連れて行かれたアストロノウツのコンサートで、前座で出ていた寺内タケシとブルージーンズの寺内タケシのギターテクニック、アストロノウツの「太陽の彼方に」に衝撃を受ける。それがきっかけでギターを弾きたくなり、母親にねだってエレキギターを武蔵小山（商店街）の楽器店で買ってもらい、ギター教室に通い始める。譜面が読めなかった後藤は、耳コピーしたり先生の真似をして弾いていた。
高校一年生の時、学校のイベントで、軽音楽部のスタンダードジャズ演奏を見物し、未知の分野に憧れて同部に入部する。その時のイベントでの演奏メンバーの中で、後藤が「上手いドラマーがいる」と思った人物が林立夫である。入部後、ジャズについて知るため、ギターを変えたりピックアップをギブソンに注文したりして形にこだわるようになる。短期間ではあるが恵比寿にあるヤマハ音楽教室に通い、そこの先生だった中牟礼貞則に学ぶ。同じクラスの小原礼、後輩の矢野顕子、違う学校だった鈴木茂と交流があった。みのもんたが司会をしていた文化放送のラジオ番組で、高校生バンドとして出演し、ハービー・マンの「メンフィス・アンダーグラウンド」を演奏したこともある。

### プロデビュー
大学に進学するもろくに行かずにいたある日、林立夫から電話がかかってきて「ベースやって!」と頼まれる。ブレッド&バターと岸部シローのジョイントツアーでベーシストがいなかったためだった。ギター担当だった後藤は、ツアー開始の数日前に四谷のスタジオで、岸部シローの兄である岸部一徳についてベースを習得。ツアーでは岸部一徳に借りたフェンダー・ジャズベースを使用して演奏した。ツアー後、ブレッド&バターのレコーディングに呼ばれたことが、プロのベーシストとなるきっかけであった。なお、同時期にレコーディング参加した南正人のアルバム『回帰線』ではギタリストとして演奏している。その後、小坂忠のバックバンドへの参加からベーシストとしての自覚が芽生え、ちゃんとした楽器を持つべく、当時乗っていたカローラを売り払い、銀座の山野楽器にて10万円で売られていたテレキャスターベースを購入する。
小坂忠とフォージョーハーフやよしだたくろうのセッションバンド新六文銭に参加。その後、トランザムやティン・パン・アレーのセッションにも参加する。
高橋幸宏に誘われサディスティック・ミカ・バンドの「HOT! MENU」のレコーディングに参加、直後のイギリス公演で絶賛される。サディスティック・ミカ・バンド解散後は高橋幸宏、高中正義、今井裕とサディスティックスを結成し活動、ソロになって初期の矢沢永吉をNOBODYの相沢行夫らとバックでサーポートしたりするが、サディステックスのメンバーそれぞれの活動が活発になり、後藤自身も他のアーティストのアレンジや作曲、スタジオミュージシャンなどの仕事が増え自然消滅となる。

### 作・編曲家としての活動
フォーライフ・レコードのディレクターに声を掛けて貰ったことがきっかけで、原田真二の「シャドー・ボクサー」で初めて編曲を担当する。
その後、編曲家としての活動も開始し、八神純子、中島みゆきなどの楽曲を手がける。沢田研二の『TOKIO』で第22回日本レコード大賞編曲賞を受賞した。
他アーティストへのサポートの傍ら、ソロアルバムを2枚リリース。
1980年代に入ると、作曲家としての活動を本格的に開始。ソフトクリーム、一世風靡セピアを始め、近藤真彦、シブがき隊、中森明菜、吉川晃司、とんねるず、おニャン子クラブとその関連ユニット、工藤静香などの作・編曲を多く手がけた。特にとんねるずやおニャン子クラブ関連では、作詞家の秋元康と組むことが多かった。また、テレビ番組や企業CMのBGMも多数製作する。
1983年、CBSソニーにアーティスト兼プロデューサーとして迎えられ、ミニアルバム専門のレーベル「FITZBEAT」を立ち上げる。レーベルプロデューサーとして、レベッカや聖飢魔IIなどを世に送り出す。その傍らソロ活動も行い、シンセサイザーを全面に取り入れたアルバム3作をFITZBEATよりリリースする。3作目の『CITY TRICKLES ―街の雫―』は12曲入りであるが、6曲入りミニアルバムを2枚パッケージした変則盤である。またレベッカの4枚目にして初の10曲入りフルアルバム『REBECCA IV 〜Maybe Tomorrow〜』の帯には「FITZBEAT SPECIAL」と書かれていたが、事実上このアルバムを境に、ミニアルバム専門というレーベルコンセプトは崩壊する。
1994年、日本テレビ系「NNNきょうの出来事」テーマ曲「file」を提供。BGMも担当。
2003年、山木秀夫とインストゥルメンタルユニットgym結成。同年、大髙清美のアルバム『Frames』のプロデュースを手がける。
2004年8月、CROSSOVER JAPAN'04での共演を機に斉藤ノブ、藤井尚之とインストゥルメンタルグループNon Chords結成。名の由来はコード楽器が無いグループであることから。
2006年5月、klammyと新レーベル「TUTINOK（ツチノコ）」を立ち上げ、同レーベルより彼女とのユニットWAIPでデビュー。
2010年3月、『スッキリ!!』の企画で、スッキリ!!メンバーが歌う「あの頃からのラブレター」を作曲・編曲（作詞は松井五郎）。『胸キュン90's〜ひとりで聴きたい恋の唄〜』にボーナストラックとして収録された。
またTSMやOSMで講師を務めている。当校に通っている学生によるユニット（「team GO.ON」「GO WEST」）のプロデュースも手掛けている。
近年は、2019年11月にデビューした『B Pressure』でサウンドプロデューサーを務めたり、その他歌手への作曲、編曲等の楽曲提供も行っている。
1979年11月発売で、後藤がベースで参加していた松原みきの『真夜中のドア〜Stay With Me』が、70～90年代のシティポップの関心の高まりなどにより近年世界でリバイバルヒットして話題になっている。

## 人物
とんねるずやおニャン子クラブのメンバー達、彼らのファン、とんねるずのオールナイトニッポンのリスナーから「ゴッキー」の愛称で呼ばれていた。
前述の通りとんねるず（特に石橋貴明）と非常に仲が良く、とんねるずのオールナイトニッポンにも度々登場し、「横浜までのドライブで女を落とすためのミュージックテープを作っている」など、その女癖・語録・子供のようなワガママさ・目立ちたがり・面白い恋愛観などを度々披露され、「天才ベーシスト・後藤次利」と尊敬と揶揄を合わせてリスナーの間でも人気者になった。ところが、とんねるずのオールナイトニッポンの中で、とんねるずが後藤絡みの下ネタを話し、一時後藤を「マッスルスティック」呼ばわりした。その後、後藤がバックを務める吉川晃司などのコンサートなどで、リスナーが「マッスルスティックー!」と叫ぶことがしばしばあり、後藤がとんねるずに「アイドルのコンサートでマッスルスティックだけは勘弁してくれ」と泣きを入れた。また、木梨憲武とも仲が良く、ソロアルバム『do not disturb』のジャケットイラストは木梨が製作した。
以前はタブー視されていたアイドルとの恋愛を繰り返したことでアイドルキラーとも呼ばれた。最初の妻はシモンズの玉井タエ、次の妻は木之内みどり。1994年にはおニャン子クラブの河合その子と3度目の結婚を果たし、河合との間に子供が一人いる。

### 演奏に関して
「影響されたベーシストはフリーのアンディ・フレイザー」と発言した。フリーの前座をした時に、ステージ袖で彼のプレイを見て、衝撃を受けた。また、フレイザーの替わりに加入した山内テツを絶賛している。
ベーシストとしてスタジオワークを開始した当初、レコーディングで譜面が全く読めず、何回も弾き直していると、別のベーシストと交代させられて帰されたことがあった。吉田拓郎のツアーに参加した際に知り合ったチト河内の紹介で、鈴木淳の自宅へウッドベースと譜面の勉強をしに通っていた。
1975年発表のティン・パン・アレーのアルバム『キャラメル・ママ』に収録された「チョッパーズ・ブギ」で、後藤が披露したスラップ奏法が、日本において「チョッパー奏法」の名称として広まった。当時の後藤は、ラリー・グラハムのスラップ奏法を知っていたが、訳のわからない凄さに弾き方を解明できず、分かりやすい弾き方をしていたルイス・ジョンソンを真似していたと振り返っている。
とんねるずのコンサートのオーラスになると「俺に弾かせろ」とステージに立つことも多かった。紹介されると黄色い声援を浴びて、ベースを弾き続けることから、それがまたとんねるずの怒りを買い、次のラジオで叱責されていたエピソードがある。

### 楽曲に関して
1980年代、アイドルへの提供曲では楽曲のサビを最初の30秒以内に提示する技法（頭サビ)を多用した。サビが早ければ短時間でインパクトを与えられ、また電波に乗る頻度を増やすことができ、リスナーの注意を喚起するとともに楽曲を強く印象付けることができる。おニャン子クラブで効果をあげたこの方法は、以後の作曲家に多用された。シンセサイザーなどのデジタルサウンドを多用し、コーラスなどにも工夫を凝らした楽曲は話題を呼び、アイドル歌謡の在り方を変えるまでの影響を及ぼした。特に作詞家の秋元康とは共に「ゴールデンコンビ」と言われ、多数のヒット曲を生み出した。
原田真二の「シャドー・ボクサー」で編曲家として手探り状態で活動し始めた時、「ストリングスを入れて欲しい」と注文を言われ、ヤマハのエレクトリックピアノと編曲本を買い込んで勉強した。だが、実際にオーケストラが自身の譜面通り演奏したところ、不協和音となってしまい、全員に休憩を取ってもらって、ピアノの前で慌てて書き直した逸話がある。
中島みゆきの編曲を担当したことについて、「中島のデモはギターと歌だけで成立する世界があり、そこに音をつけていくにはプレッシャーがあり、エネルギーが必要だった」と述べている。ベースと歌だけで同時録音する曲があった際には、「レコーディング中のヘッドフォンから聞こえる中島の歌が凄くて、意味無く楽器を弾かせない怖さがあった」とも語っている。一方で、中島から見た後藤評として、後藤の作曲を中島は、『引出しが多い』と、そのバリエーションの多さを評価している。
シングルを連続して手掛けた工藤静香の編曲について、曲ごとに雰囲気をガラッと変えるべきか、同じトーンを続けるかで悩んでいた。リスナー視点に立つと、曲ごとに雰囲気を大きく変えると節操がなく、ずっと似たようなサウンドだと「マンネリ」に陥ることもあり、あまり世間の評価を気にしすぎると最終的に方向性を打ち出すのは難しくなってくるため、自分の中の「判断基準＝バランス感覚」を優先して組み立てていったと振り返っている。また、自分の中では同じようなサウンドばかり作っていると飽きてくることも述べている。
一時期、工藤静香の編曲を「Draw4」名義で行っていた。Draw4は、後藤を中心とするミュージシャン及びエンジニアのユニットであり、メンバーは後藤の他に、キーボード奏者の門倉聡、シンセサイザープログラマーの藤井丈司と菅原弘明、エンジニアの村瀬範恭の5名で構成されていた。人気絶頂のとんねるずや工藤静香の作曲・編曲を担当していた当時、その作曲幅の広さはとんねるずに、「工藤の作曲はピアノで丁寧に作るが、とんねるずのアルバム曲は10分で作ってくる」「工藤の曲を作っている時はカリカリしていてナーバスなのに、とんねるずの曲は○○風という注文で寝る前に適当に作る」などと評されていた。
作詞を手がけた作品もまれにあり、河合その子のデビュー曲「涙の茉莉花LOVE」（T2名義）、野猿のラストシングル「Fish Fight!」などがある。

### レーシングドライバーとして
音楽活動の傍らレース活動も行っており、全日本GT選手権に出場した経験がある。また、とんねるずの生でダラダラいかせて!!のカート企画のレギュラーとして出演していた。

## ディスコグラフィ

### ソロ

#### スタジオ・アルバム
| #                             | 発売日                        | タイトル                      | 規格                          | 規格品番                      |
| ビクター音楽産業 / Invitation | ビクター音楽産業 / Invitation | ビクター音楽産業 / Invitation | ビクター音楽産業 / Invitation | ビクター音楽産業 / Invitation |
| ----------------------------- | ----------------------------- | ----------------------------- | ----------------------------- | ----------------------------- |
| 01st                          | 1979年4月25日                 | Mr.Bassman                    | LP                            | VIH-6043                      |
| 01st                          | 1979年4月25日                 | Mr.Bassman                    | CT                            | VCF-1621                      |
| CBS・ソニー / FITZBEAT        |                               |                               |                               |                               |
| 02nd                          | 1983年9月21日                 | Breath                        | LP                            | 15AH-1583                     |
| 02nd                          | 1983年9月21日                 | Breath                        | CT                            | 15KH-1362                     |
| 03rd                          | 1984年6月21日                 | INNER SUGGESTIONS             | LP                            | 15AH-1742                     |
| 03rd                          | 1984年6月21日                 | INNER SUGGESTIONS             | CT                            | 15KH-1514                     |
| 04th                          | 1985年4月4日                  | CITY TRICKLES ―街の雫―        | LP                            | 30AH1843/4                    |
| 04th                          | 1985年4月4日                  | CITY TRICKLES ―街の雫―        | CT                            | 30KH-1650                     |
| VITAers Records               |                               |                               |                               |                               |
| 05th                          | 2003年9月24日                 | do not disturb                | CD                            | VITAE-1                       |
| 06th                          | 2004年11月3日                 | not too fast, not too slow    | CD                            | VITAE-2                       |
| TUTINOK                       |                               |                               |                               |                               |
| 07th                          | 2013年2月28日                 | Significant Other             | CD                            | TUTINOK-0003                  |

#### カバー・アルバム
| #                             | 発売日                        | タイトル                      | 規格                          | 規格品番                      |
| ビクター音楽産業 / Invitation | ビクター音楽産業 / Invitation | ビクター音楽産業 / Invitation | ビクター音楽産業 / Invitation | ビクター音楽産業 / Invitation |
| ----------------------------- | ----------------------------- | ----------------------------- | ----------------------------- | ----------------------------- |
| 01st                          | 1978年11月25日                | ON Bass                       | LP                            | VIH-6034                      |

#### CD-BOX
| #                     | 発売日                | タイトル                 | 規格                  | 規格品番              |
| ブリッジ / CS Records | ブリッジ / CS Records | ブリッジ / CS Records    | ブリッジ / CS Records | ブリッジ / CS Records |
| --------------------- | --------------------- | ------------------------ | --------------------- | --------------------- |
| 01st                  | 2008年11月23日        | Fitzbeat Years 1983-1985 | CD                    | BRIDGE127/9           |

#### サウンドトラック
| 発売日                            | タイトル                                                            | 規格        | 規格品番    |             |
| SMSレコード                       | SMSレコード                                                         | SMSレコード | SMSレコード | SMSレコード |
| --------------------------------- | ------------------------------------------------------------------- | ----------- | ----------- | ----------- |
| 1986年4月12日                     | BOY'S NIGHT OUT -Soundtracks From TAKE IT EASY-                     | LP          | SM25-5425   |             |
| 1986年4月12日                     | BOY'S NIGHT OUT -Soundtracks From TAKE IT EASY-                     | CT          | CM25-5425   |             |
| 1986年4月12日                     | BOY'S NIGHT OUT -Soundtracks From TAKE IT EASY-                     | CD          | MD32-5025   |             |
| キャニオン・レコード              |                                                                     |             |             |             |
| 1986年9月5日                      | コンピュータ・ゲーム「Ultima〜恐怖のエクソダス〜」音楽編 ULTIMA MIX | LP          | C28G-0478   |             |
| 1986年9月5日                      | コンピュータ・ゲーム「Ultima〜恐怖のエクソダス〜」音楽編 ULTIMA MIX | CT          | 28P-6714    |             |
| 1986年9月5日                      | コンピュータ・ゲーム「Ultima〜恐怖のエクソダス〜」音楽編 ULTIMA MIX | CD          | D32G-00063  |             |
| キングレコード                    |                                                                     |             |             |             |
| 1990年9月5日                      | 映画「びんばりハイスクール」オリジナル音楽集                        | CD          | KICS-42     |             |
| Sony Records                      |                                                                     |             |             |             |
| 1996年6月21日                     | PAL -神犬伝説-                                                      | CD          | SRCL-3597   |             |
| キングレコード / スターチャイルド |                                                                     |             |             |             |
| 2001年8月29日                     | ロリータの温度                                                      | CD          | KICS-827    |             |

### 参加作品
| 発売日         | 商品名                                             | アーティスト  | 楽曲                                            | 備考                                                  |
| -------------- | -------------------------------------------------- | ------------- | ----------------------------------------------- | ----------------------------------------------------- |
| 1979年         | 怒れ兄弟!                                          | 後藤次利 BAND | 「怒れ兄弟!」                                   | よみうりテレビ・日本テレビ系ドラマ『怒れ兄弟!』主題曲 |
| 1979年         | 怒れ兄弟!                                          | 後藤次利 BAND | 「1999」                                        |                                                       |
| 1980年         | BEYOND THE END MARK                                | GOTO'S TEAM   | 「1999」                                        |                                                       |
| 1980年         | BEYOND THE END MARK                                | GOTO'S TEAM   | 「Fly Me to the New Moon (Fly Me to the Moon)」 |                                                       |
| 1980年         | BEYOND THE END MARK                                | GOTO'S TEAM   | 「Beyond the End mark」                         |                                                       |
| 1980年         | BEYOND THE END MARK                                | GOTO'S TEAM   | 「“G”」                                         |                                                       |
| 1980年         | BEYOND THE END MARK                                | GOTO'S TEAM   | 「Gang & Gal」                                  |                                                       |
| 1980年         | BEYOND THE END MARK                                | GOTO'S TEAM   | 「Fly Me to the Moon」                          |                                                       |
| 1980年         | BEYOND THE END MARK                                | GOTO'S TEAM   | 「Flap Jack」                                   |                                                       |
| 1980年         | BEYOND THE END MARK                                | GOTO'S TEAM   | 「けっこうSexy Body」                           |                                                       |
| 1980年         | BEYOND THE END MARK                                | GOTO'S TEAM   | 「Return」                                      |                                                       |
| 2003年10月30日 | gym                                                | gym           | 「Mapping」                                     |                                                       |
| 2003年10月30日 | gym                                                | gym           | 「On Line」                                     |                                                       |
| 2003年10月30日 | gym                                                | gym           | 「Fight Money」                                 |                                                       |
| 2003年10月30日 | gym                                                | gym           | 「Unknown」                                     |                                                       |
| 2003年10月30日 | gym                                                | gym           | 「Deeper」                                      |                                                       |
| 2003年10月30日 | gym                                                | gym           | 「Blow」                                        |                                                       |
| 2003年10月30日 | gym                                                | gym           | 「Calling」                                     |                                                       |
| 2003年10月30日 | gym                                                | gym           | 「Move It」                                     |                                                       |
| 2003年10月30日 | gym                                                | gym           | 「Doon-ga」                                     |                                                       |
| 2004年10月25日 | Laughing Moon                                      | gym           | 「Laughing Moon」                               |                                                       |
| 2004年10月25日 | Laughing Moon                                      | gym           | 「Big Fish」                                    |                                                       |
| 2004年10月25日 | Laughing Moon                                      | gym           | 「On The Way」                                  |                                                       |
| 2004年10月25日 | Laughing Moon                                      | gym           | 「Freaky」                                      |                                                       |
| 2004年10月25日 | Laughing Moon                                      | gym           | 「Shiosai」                                     |                                                       |
| 2004年10月25日 | Laughing Moon                                      | gym           | 「Mountain Beat」                               |                                                       |
| 2004年10月25日 | Laughing Moon                                      | gym           | 「Delete」                                      |                                                       |
| 2004年10月25日 | Laughing Moon                                      | gym           | 「The Other Side」                              |                                                       |
| 2004年10月25日 | Laughing Moon                                      | gym           | 「Shadow On Shadow」                            |                                                       |
| 2004年10月25日 | Laughing Moon                                      | gym           | 「The Way I Go」                                |                                                       |
| 2004年11月3日  | Non Chords                                         | Non Chords    | 「SPACECAKE」                                   |                                                       |
| 2004年11月3日  | Non Chords                                         | Non Chords    | 「Missing File」                                |                                                       |
| 2004年11月3日  | Non Chords                                         | Non Chords    | 「Jin-Go-Lo-Ba」                                |                                                       |
| 2004年11月3日  | Non Chords                                         | Non Chords    | 「Last Mission」                                |                                                       |
| 2004年11月3日  | Non Chords                                         | Non Chords    | 「Sub Stage」                                   |                                                       |
| 2004年11月3日  | Non Chords                                         | Non Chords    | 「Inner Lights」                                |                                                       |
| 2004年11月3日  | Non Chords                                         | Non Chords    | 「Darkside Deal」                               |                                                       |
| 2004年11月3日  | Non Chords                                         | Non Chords    | 「Back Up」                                     |                                                       |
| 2004年11月3日  | Non Chords                                         | Non Chords    | 「Undecided」                                   |                                                       |
| 2005年6月1日   | Tracing Point                                      | Non Chords    | 「Bolero」                                      |                                                       |
| 2005年6月1日   | Tracing Point                                      | Non Chords    | 「ROUND 7」                                     |                                                       |
| 2005年6月1日   | Tracing Point                                      | Non Chords    | 「Tracing」                                     |                                                       |
| 2005年6月1日   | Tracing Point                                      | Non Chords    | 「Nail of Nile」                                |                                                       |
| 2005年6月1日   | Tracing Point                                      | Non Chords    | 「Log Time」                                    |                                                       |
| 2005年6月1日   | Tracing Point                                      | Non Chords    | 「foggy bay」                                   |                                                       |
| 2005年6月1日   | Tracing Point                                      | Non Chords    | 「tide」                                        |                                                       |
| 2005年6月1日   | Tracing Point                                      | Non Chords    | 「code 055」                                    |                                                       |
| 2005年6月1日   | Tracing Point                                      | Non Chords    | 「poco」                                        |                                                       |
| 2005年6月1日   | Tracing Point                                      | Non Chords    | 「no good?」                                    |                                                       |
| 2005年6月1日   | Tracing Point                                      | Non Chords    | 「禁じられた遊び」                              |                                                       |
| 2005年10月22日 | in the mirror                                      | gym           | 「IN THE MIRROR」                               |                                                       |
| 2005年10月22日 | in the mirror                                      | gym           | 「WILD WAYS」                                   |                                                       |
| 2005年10月22日 | in the mirror                                      | gym           | 「1952」                                        |                                                       |
| 2005年10月22日 | in the mirror                                      | gym           | 「ROSE」                                        |                                                       |
| 2005年10月22日 | in the mirror                                      | gym           | 「BUG」                                         |                                                       |
| 2005年10月22日 | in the mirror                                      | gym           | 「STRANGE DREAMS」                              |                                                       |
| 2005年11月2日  | Taboo                                              | Non Chords    | 「New World」                                   |                                                       |
| 2005年11月2日  | Taboo                                              | Non Chords    | 「Taboo」                                       |                                                       |
| 2005年11月2日  | Taboo                                              | Non Chords    | 「Mr.Hunter」                                   |                                                       |
| 2005年11月2日  | Taboo                                              | Non Chords    | 「Misty Town」                                  |                                                       |
| 2005年11月2日  | Taboo                                              | Non Chords    | 「HABANERA」                                    |                                                       |
| 2005年11月2日  | Taboo                                              | Non Chords    | 「Hyper Shake」                                 |                                                       |
| 2005年11月2日  | Taboo                                              | Non Chords    | 「Hot Plate Gig」                               |                                                       |
| 2005年11月2日  | Taboo                                              | Non Chords    | 「feel good!」                                  |                                                       |
| 2005年11月2日  | Taboo                                              | Non Chords    | 「amour」                                       |                                                       |
| 2005年11月2日  | Taboo                                              | Non Chords    | 「CARAVAN」                                     |                                                       |
| 2005年11月2日  | Taboo                                              | Non Chords    | 「Rush」                                        |                                                       |
| 2005年11月2日  | Taboo                                              | Non Chords    | 「Four Seasons」                                |                                                       |
| 2005年11月2日  | Taboo                                              | Non Chords    | 「freaky weather」                              |                                                       |
| 2005年11月2日  | Taboo                                              | Non Chords    | 「Marie」                                       |                                                       |
| 2005年11月2日  | Non Chords Live Tour 2005 "Tracing Point" in OSAKA | Non Chords    | 「New World」                                   |                                                       |
| 2005年11月2日  | Non Chords Live Tour 2005 "Tracing Point" in OSAKA | Non Chords    | 「CARAVAN」                                     |                                                       |
| 2005年11月2日  | Non Chords Live Tour 2005 "Tracing Point" in OSAKA | Non Chords    | 「ROUND 7」                                     |                                                       |
| 2005年11月2日  | Non Chords Live Tour 2005 "Tracing Point" in OSAKA | Non Chords    | 「Nail of Nile」                                |                                                       |
| 2005年11月2日  | Non Chords Live Tour 2005 "Tracing Point" in OSAKA | Non Chords    | 「Tracing」                                     |                                                       |
| 2005年11月2日  | Non Chords Live Tour 2005 "Tracing Point" in OSAKA | Non Chords    | 「禁じられた遊び」                              |                                                       |
| 2005年11月2日  | Non Chords Live Tour 2005 "Tracing Point" in OSAKA | Non Chords    | 「poco -Encore-」                               |                                                       |
| 2005年11月2日  | Non Chords Live Tour 2005 "Tracing Point" in OSAKA | Non Chords    | 「tide -Encore-」                               |                                                       |
| 2005年11月2日  | Non Chords Live Tour 2005 "Tracing Point" in TOKYO | Non Chords    | 「New World」                                   |                                                       |
| 2005年11月2日  | Non Chords Live Tour 2005 "Tracing Point" in TOKYO | Non Chords    | 「CARAVAN」                                     |                                                       |
| 2005年11月2日  | Non Chords Live Tour 2005 "Tracing Point" in TOKYO | Non Chords    | 「ROUND 7」                                     |                                                       |
| 2005年11月2日  | Non Chords Live Tour 2005 "Tracing Point" in TOKYO | Non Chords    | 「Nail of Nile」                                |                                                       |
| 2005年11月2日  | Non Chords Live Tour 2005 "Tracing Point" in TOKYO | Non Chords    | 「Tracing」                                     |                                                       |
| 2005年11月2日  | Non Chords Live Tour 2005 "Tracing Point" in TOKYO | Non Chords    | 「sub stage」                                   |                                                       |
| 2005年11月2日  | Non Chords Live Tour 2005 "Tracing Point" in TOKYO | Non Chords    | 「Hyper Shake」                                 |                                                       |
| 2005年11月2日  | Non Chords Live Tour 2005 "Tracing Point" in TOKYO | Non Chords    | 「禁じられた遊び」                              |                                                       |
| 2005年11月2日  | Non Chords Live Tour 2005 "Tracing Point" in TOKYO | Non Chords    | 「tide (Encore)」                               |                                                       |
| 2006年2月1日   | visual range                                       | WAIP          | 「magmatic E.」                                 |                                                       |
| 2006年2月1日   | visual range                                       | WAIP          | 「0930〜du」                                    |                                                       |
| 2006年2月1日   | visual range                                       | WAIP          | 「UBOLUV」                                      |                                                       |
| 2006年2月1日   | visual range                                       | WAIP          | 「WAIP」                                        |                                                       |
| 2006年2月1日   | visual range                                       | WAIP          | 「AKA liquid」                                  |                                                       |
| 2006年2月1日   | visual range                                       | WAIP          | 「Fired」                                       |                                                       |
| 2006年2月1日   | visual range                                       | WAIP          | 「#7」                                          |                                                       |
| 2006年2月1日   | visual range                                       | WAIP          | 「tearstain」                                   |                                                       |
| 2006年8月30日  | full of hazards                                    | gym           | 「full of hazards」                             |                                                       |
| 2006年8月30日  | full of hazards                                    | gym           | 「midnight mail」                               |                                                       |
| 2006年8月30日  | full of hazards                                    | gym           | 「floating sky」                                |                                                       |
| 2006年8月30日  | full of hazards                                    | gym           | 「…wh」                                         |                                                       |
| 2006年8月30日  | full of hazards                                    | gym           | 「magulett」                                    |                                                       |
| 2008年8月9日   | aquarium                                           | WAIP          | 「記憶の素粒子」                                |                                                       |
| 2008年8月9日   | aquarium                                           | WAIP          | 「愚弄」                                        |                                                       |
| 2008年8月9日   | aquarium                                           | WAIP          | 「Water Color」                                 |                                                       |
| 2008年8月9日   | aquarium                                           | WAIP          | 「Doobu Doobu」                                 |                                                       |
| 2008年8月9日   | aquarium                                           | WAIP          | 「Cloudy」                                      |                                                       |
| 2008年8月9日   | aquarium                                           | WAIP          | 「驟雨」                                        |                                                       |
| 2008年8月9日   | aquarium                                           | WAIP          | 「Addict」                                      |                                                       |
| 2008年8月9日   | aquarium                                           | WAIP          | 「Wish」                                        |                                                       |
| 2008年8月9日   | aquarium                                           | WAIP          | 「The Night Landing : 誘導灯」                  |                                                       |
| 2008年8月9日   | aquarium                                           | WAIP          | 「Midnight Call」                               | NHKラジオテーマソング                                 |
| 2013年9月6日   | Resort                                             | gym           | 「RESORT SUNSET」                               |                                                       |
| 2013年9月6日   | Resort                                             | gym           | 「P.M 21:00」                                   |                                                       |
| 2013年9月6日   | Resort                                             | gym           | 「A.M 0:00」                                    |                                                       |
| 2013年9月6日   | Resort                                             | gym           | 「A.M 0:30」                                    |                                                       |
| 2013年9月6日   | Resort                                             | gym           | 「A.M 2:00」                                    |                                                       |
| 2013年9月6日   | Resort                                             | gym           | 「A.M 3:00」                                    |                                                       |
| 2013年9月6日   | Resort                                             | gym           | 「RESORT SUNRISE」                              |                                                       |

## 提供作品

### あ行
- 相川七瀬
  - 「あの頃からのラブレター」
- 葵-168-
  - 「必要惡」
- 浅川マキ
  - 「コントロール」（作・編曲）
  - 「時代に合わせて呼吸する積りはない」（編曲）
  - 「まだ若くて」（作曲・編曲）
  - 「ともだち」（編曲）
  - 「あの男がよかったなんてノスタルジー」（編曲）
  - 「町の汽船」（編曲）
  - 「暮し」（編曲）
  - 「霧に潜む」（編曲）
  - 「最後のメロディ」（作・編曲）
- 麻見和也
  - 「プライベートはお前さ」
- アン・ルイス
  - 「MIDNIGHT SUN」
- 石川さゆり
  - 「夏恋囃子」
- 石川ひとみ
  - 「愛のたずねびと」
- 一世風靡セピア
  - 「前略、道の上より」（GO TO名義）
- 伊藤かずえ
  - 「17歳のテロル」
- 伊藤つかさ
  - 「私 I Love You」（編曲）
  - 「ともだちへ」（編曲）
  - 「もう野うさぎじゃない」
  - 「先生のお気に入り」
- 稲垣潤一
  - 「雨の朝と風の夜に」（編曲）
  - 「真夏の果てまで」（編曲）
- 井森美幸
  - 「吐息まじりに恋をして」
  - 「孤独のディープ」
  - 「セピア・あなた・かも」
- infix
  - 「answer」（編曲）
- 宇沙美ゆかり
  - 「蒼い多感期」（作・編曲）
  - 「SHOCK!」（作・編曲）
  - 「ツライ♥キライ♥クライMAX」（作・編曲）
  - 「アルカリ少年」（作・編曲）
- うしろ髪ひかれ隊
  - 「時の河を越えて」
  - 「あなたを知りたい」
  - 「ほらね、春が来た」
  - 「メビウスの恋人」
  - 「ご期待下さい!」
- うしろゆびさされ組
  - 「うしろゆびさされ組」（作曲）
  - 「バナナの涙 」
  - 「象さんのすきゃんてぃ」
  - 「渚の『・・・・・』 」
  - 「技ありっ! 」
  - 「かしこ」

（他アルバム曲を含む多数を提供）
- 内田彩
  - 「それは、私じゃない」（作曲）
- Will call
  - 「路傍」
- AKB48
  - 「リオの革命」
  - 「月のかたち」
  - 「月見草」
  - 「天国野郎」
  - 「竹内先輩」
- HKT48
  - 「君はどうして?」
- SKE48
  - 「合格Kiss」
  - 「叱ってよ、ダーリン!」
  - 「みつばちガール」
- X21
  - 「夏だよ!!」
  - 「カラフルしましょ」
  - 「どこまでアリ?どこからナシ?」
- 大友康平
  - 「HEAVEN」
- 大堀めしべ
  - 「甘い股関節」
- おかわりシスターズ
  - 「素顔にキスして」
  - 「虹色のカノン」
- 荻野目洋子
  - 「Bの噂」
- 小高恵美
  - 「BLUE WIND」（作・編曲）
  - 「逢うたびあなたを好きになる」（作・編曲）
  - 「情熱のささやき」（作・編曲）
  - 「週末のシンデレラたち」（作・編曲）

（他アルバム曲を含む多数を提供）
- おニャン子クラブ
  - 「お先に失礼」
  - 「NO MORE 恋愛ごっこ」
  - 「かたつむりサンバ」

（他アルバム曲を含む多数を提供）

### か行
- 甲斐バンド
  - 「BLUE LETTER」（編曲）
  - 「SLEEPY CITY」（編曲）
  - 「ボーイッシュ・ガール」（編曲）
  - 「天使（エンジェル）」（アルバム『REPEAT & FADE』収録版・編曲、西平彰と共同）
- 甲斐よしひろ
  - 「クレイジー・レイジー・ラブ」（作・編曲）
- 影山ヒロノブ
  - 「99% I LOVE YOU」（作・編曲）
- 柏原芳恵
  - 「㐧二章・くちづけ」（編曲）
  - 「乙女心何色?」（編曲）
  - 「チャンスは急に」（編曲）
  - 「ロマンチックにI love you」（編曲）
  - 「夕陽のコンチェルト」（編曲）
- 金子裕則
  - 「悲しきシーサイド・ラブ」（編曲）
- 河合その子
  - 「涙の茉莉花LOVE」
  - 「落葉のクレッシェンド」
  - 「青いスタスィオン」
  - 「再会のラビリンス」
  - 「悲しい夜を止めて」
  - 「哀愁のカルナバル」
  - 「JESSY」
- 河田純子
  - 「輝きの描写」（作・編曲）
  - 「君の夢のために」（作曲）
  - （他アルバム曲を含む多数を提供）
- 関東裸会
  - 「関東裸会の唄」
  - 「答 -answer is my life-」
- 吉川晃司
  - 「にくまれそうなNEWフェイス」（編曲）
  - 「RAIN-DANCEがきこえる」（編曲）
  - 「キャンドルの瞳」（編曲）
  - 「Modern Time」（編曲）
  - 「NERVOUS VENUS」（編曲）
  - （他アルバム曲を含む多数を提供）
- 工藤静香
  - 「禁断のテレパシー」
  - 「Again」
  - 「抱いてくれたらいいのに」
  - 「FU-JI-TSU」
  - 「MUGO・ん…色っぽい」
  - 「群衆」
  - 「恋一夜」
  - 「嵐の素顔」
  - 「黄砂に吹かれて」
  - 「くちびるから媚薬」
  - 「千流の雫」
  - 「私について」
  - 「ぼやぼやできない」
  - 「Please」
  - 「メタモルフォーゼ」
  - 「めちゃくちゃに泣いてしまいたい」
  - 「うらはら」
  - 「声を聴かせて」
  - 「慟哭」
  - 「わたしはナイフ」
  - 「あなたしかいないでしょ」
  - （他アルバム曲を含む多数を提供）
- 国武万里
  - 「もう離れられない」
  - 「ポケベルが鳴らなくて」
  - 「追伸が終われない」
  - 雪は知っている」
  - 「私の明日へ」
- Ku-Wa de MOMPE
  - 「Stranger to the city」（Go To名義）
- 研ナオコ
  - 「ヴェネツィアの情事」（作・編曲）
- 香西かおり
  - 「ごむたいな」
- CoCo
  - 「横浜Boy Style」
  - 「WINNING」
- 小林麻美
  - 「移りゆく心」（編曲）
  - 「愛のプロフェッサー」（編曲）
  - 「I MISS YOU」（編曲）
  - 「ルームサービス」（編曲）
  - 「EROTIQUE」（編曲）
  - 「夜の響きを聞いている」（編曲）
  - 「昼の三日月」（編曲）
  - 「飯倉グラフィティー」（作・編曲）
  - 「遠くからHAPPY BIRTHDAY」（編曲）
  - 「GREY」（編曲）
- 小林右京
  - 「顔が良いやつは音楽をやるな」(編曲)
- 小柳ルミ子
  - 「誰でもいいはずないじゃない」（作曲）
- 近藤真彦
  - ｢真夏の一秒｣ （作・編曲）

### さ行
- 西城秀樹
  - 「哀しみのStill」（作・編曲）
  - 「背中からI Love You」（作・編曲）
  - 「約束の旅 〜帰港〜」（作・編曲）
  - 「陽炎物語」（作・編曲）
  - 「ジェラシー」（作・編曲）
  - 「Just a Woman」（作・編曲）
  - 「彼女は不機嫌」（作・編曲）
  - 「パシフィック」（作・編曲）
- 坂井真紀
  - 「太陽が教えてくれる」（作曲）
  - 「愛していただきます」（作曲）
- 坂上香織
  - 「プラトニックつらぬいて」（作・編曲）
- 坂上忍
  - 「J.D.BOY」（作・編曲）
  - 「さよならマンディ」（作・編曲）
- 桜田淳子
  - 「アイ・セイ・グッドバイ」
- 佐野量子
  - 「4月のせいかもしれない」（作・編曲）
  - 「雨が止むまで」（作・編曲）
- 沢田研二
  - 「TOKIO」（編曲）
  - 「ロンリー・ウルフ」（編曲）
  - 「恋のバッド・チューニング」（編曲）
  - 「麗人」（編曲）
  - 「HELLO」（作・編曲）
- 椎名へきる
  - 「やんなっちゃう」（作・編曲）
  - 「目を覚ませ、男なら」（作・編曲）
  - 「星空のシャワー」（作・編曲）
- 柴田恭兵
  - 「5マイル・アヘッド」（編曲）
- シブがき隊
  - 「サムライ・ニッポン」（作・編曲）
  - 「トラ! トラ! トラ!」（作曲）
  - 「スシ食いねェ!」（TZ名義、作曲）
  - 「OH! SUSHI」（作曲）
- 島谷ひとみ
  - 「Glorious Day」
  - 「Hold my soul」
- 島田麻依子
  - 「stardust」
- 少女隊
  - 「ナポレオンのくしゃみ」（作・編曲）
  - 「月のうさぎが泣いた」（作・編曲）
  - 「象使いのインド人」（作・編曲）
  - 「開けテレビジョン!!」（作・編曲）
  - 「TOKYO YAJIMA CLUB」（作・編曲）
  - 「アジアの恋人-Far from east Asia-」（作・編曲）
- 城之内早苗
  - 「流氷の手紙」（作曲）
  - 「とべないアヒル」（作曲）
- 杉山清貴&オメガトライブ
  - 「渚のsea-dog」
- 須藤温子
  - 「耳をすまして」（作・編曲）
  - 「笑顔の魔法」（作・編曲）
- ソフトクリーム
  - 「すっぱい失敗」（作・編曲）
  - 「スキよ!ダイスキ君」（作・編曲）
  - 「やったね! 春だね!!」（作・編曲）
  - 「ごめんあそばせガンバリ娘」（作・編曲）
  - 「クラスメイト失踪事件」（作・編曲）

### た行
- 高橋真美
  - 「古いアルバム」
- 髙橋真梨子
  - 「アップルシティ」
- 高橋由美子
  - 「太陽のバレリーナ」
- 高橋里華
  - 「絶対に逢いたくなる」（作・編曲）
  - 「R134海沿いのレースウェイ」（作・編曲）
- 坪倉唯子
  - 「LONELINESS」（作・編曲）
  - 「ALWAYS IN LOVE -愛さずにいられない-」（作・編曲）
- トゥインクル
  - 「そよ風の妖精」（編曲）
  - 「風の街角」（編曲）
- AAA
  - 「VIRGIN F」
- とんねるず
  - 「人情岬」
  - 「嵐のマッチョマン」
  - 「迷惑でしょうが…」
  - 「おらおら」
  - 「炎のエスカルゴ」
  - 「YAZAWA」
  - 「どうにかなるさ」
  - 「情けねぇ」
  - 「ガラガラヘビがやってくる」
  - 「一番偉い人へ」
  - 「がじゃいも」
  - 「フッフッフッってするんです」
  - 「ガニ」
  - 「おまえが欲しい」
  - （他カップリング・アルバム曲を含む多数の楽曲を提供）

### な行
- 中居正広 (SMAP)
  - 「女の子とLOVE SONG」
- 中島みゆき
  - 「うらみ・ます」（編曲）
  - 「異国」（編曲）
  - 「悪女」（アルバム『寒水魚』収録版・編曲）
  - 「美貌の都」（編曲）
  - 「孤独の肖像」（編曲）
  - 「あたいの夏休み」（編曲）
  - 「黄砂に吹かれて」（作曲）
  - 「群衆」（作曲）
  - 「慟哭」（作曲）
  - 「ノスタルジア」 (編曲)
- 中森明菜
  - 「アレグロ・ビヴァーチェ」（作・編曲）
  - 「モナリザ」（作・編曲）
  - 「夢のふち」（作・編曲、編曲は中村哲と合同）
  - 「夜のどこかで 〜night shift〜」（作・編曲）
  - 「Rose Bud」（作・編曲）
- 中山忍
  - 「小さな決心」（作曲）
- 新田恵利
  - 「恋のロープをほどかないで」
  - 「不思議な手品のように」
- Negipecia（Negicco、Especia）
  - 「Girl's Life」
  - 「水着･浴衣･花火･背伸び」
- ねずみっ子クラブ
  - 「ねずみ算がわかりません」（作曲）
  - 「ランドセル」（作曲）
  - 「先生! 鈴木くんがエッチなんです!」（作・編曲）
  - 「パパと結婚したかった」（作曲）
- 野村宏伸
  - 「AGAINの夜明け」

### は行
- HOUND DOG
  - 「浮気な、パレット・キャット」
  - 「BRIDGE〜あの橋をわたるとき〜」
- 羽賀研二
  - 「明日なき暴走」
- バナナフリッターズ
  - 「プラトニックじゃ我慢できない」（作・編曲）
  - 「バナフリラ」（作・編曲）
- 原田真二
  - 「シャドー・ボクサー」（編曲）
- 原田知世
  - 「雨のプラネタリウム」（作・編曲）
  - 「赤いパンプス」（作・編曲）
  - 「バックギャモンは負けない」	（編曲）
  - 「異国の娼婦」（編曲）
  - 「月のリグレット」（編曲）
  - 「落書きだらけの青春時代」（編曲）
  - 「イニシャルを探して」（編曲）
  - 「僕たちのジングルベル」（編曲）
  - 「アップルティーには早いけど」（編曲）
  - 「葡萄畑の走り方」（編曲）
  - 「右手で抱いて」（編曲）
  - 「空に抱かれながら」（作・編曲）
  - 「麝香猫のサンバ」（編曲）
  - 「さよならの美術館」（作・編曲）
  - 「一幕のComedy」（作・編曲）
  - 「Cool」（編曲）
  - 「セレブレーション」（編曲）
  - 「土曜の停電」（作・編曲）
  - 「コンセプト」（作・編曲）
  - 「逆光の中で」（編曲）
  - 「家族の肖像」（編曲）
  - 「笑っていたナース」（編曲）
  - 「左右のエレベーター」（編曲）
  - 「赤いダリア摘まれて」（編曲）
  - 「逢えるかもしれない」（作・編曲）
  - 「サヨナラのない町」（作・編曲）
  - 「彼と彼女のソネット」（編曲）
  - 「泣いているのは星屑」（作・編曲）
  - 「太陽になりたい」（作・編曲）
  - 「本日晴天」（編曲）
- 光GENJI
  - 「TAKE OFF」（作・編曲）
  - 「リラの咲くころバルセロナへ」（作・編曲）
  - 「愛してもいいですか」（作・編曲）
  - 「BOYS in August」（作曲）
  - 「ヨーソロー! 未来へよろしく」（作曲）
- 日高のり子
  - 「ウルティマ －瞳のナイフー」（作・編曲）
  - 「ハートの磁石」（作・編曲）
- B Pressure
  - 「Freeze」
  - （サウンドプロデュースを担当、全ての楽曲を提供）
- 福山雅治
  - 「WOH WOW」（編曲）
  - 「ただ僕がかわった」（作・編曲）
  - 「Running Through The Dark」（作・編曲）
  - 「Tomato Game」（編曲）
  - 「Jの店」（編曲）
  - 「天国の扉を開けて欲しい夜」（編曲）
- 藤谷美和子
  - 「ドライフラワー」
  - 「スペアキー ～愛されてもしょうがない～」

### ま行
- 松本明子
  - 「♂×♀×Kiss」
  - 「キャラメル・ラブ」
- 南佳孝
  - 「スローなブギにしてくれ (I want you)」（編曲）

### や行
- 野猿
  - 「Get down」
  - 「叫び」
  - 「SNOW BLIND」
  - 「Be Cool!」
  - 「Selfish」
  - 「夜空を待ちながら」
  - 「First impression」
  - 「Chicken guys」
  - 「太陽の化石」
  - 「star」
  - 「Fish Fight!」（作詞も担当）
  - （他カップリング・アルバム曲を含む全て楽曲を提供）
- 矢追幸宏
  - 「熱愛BREAK！」
  - 「夏色にドラマチック」
- 八神純子
  - 「夜間飛行」（作・編曲）
  - 「そっと後から」（編曲）
  - 「甘い生活」（編曲、瀬尾一三と共同）
  - 「ワンダフル・シティ」（編曲）
  - 「サンディエゴ・サンセット」（編曲、瀬尾一三と共同）
  - 「シルエット」（編曲）
  - 「シークレット･ラブ」（作・編曲）
- 安田純子
  - 「50 MOONS」（作・編曲）
  - 「涙はパステル」（作・編曲）
- 山崎美貴
  - 「借りたままのサリンジャー」（作曲）（秋元康との初コンビ曲）
- 山下久美子
  - 「I Know, You Know」（作曲）
  - 「モーニング・ベルならしてよ」（編曲）
  - 「DOWNTOWN SUNDOWN」（編曲）
  - 「アニマ・アニムス」（編曲）
  - 「そばにいたいよ」（編曲）
  - 「SEEK」（編曲）
  - 「NEW YEAR'S EVE」（編曲）
  - 「GIMME LOVE」（編曲）
  - 「誰かがわたしを呼んでいる」（編曲）
  - 「5・6・7・8 DANCE!」（編曲）
  - 「HELLO! ストレンジャー」（編曲）
  - 「瞳いっぱいの涙」（編曲）
  - 「Cry For The Moon」（編曲、萩田光雄と共同）
  - 「Dance Dance2」（編曲）
  - 「秘密が足りない」（編曲）
  - 「プラトニックラプソディー」（編曲）
  - 「最後のドアーまで」（編曲、萩田光雄と共同）
  - 「わかりあいたい」（編曲）
  - 「He's a Lonely Guy」（編曲）
  - 「プリテンダー」（編曲）
  - 「今宵かぎりのcheek to cheek」（編曲）
- 柳ジョージ
  - 「変わらない情熱を唇から」（作・編曲）
  - 「HEAVY RAINからもう一度」（作・編曲）
  - 「やっぱり彼女はスゴかった」（作・編曲、作詞は鈴木聡と共作）
  - 「やっぱりレヴューはスゴかった」（作・編曲）
- ゆうゆ with おニャン子クラブ
  - ｢天使のボディーガード｣
- ゆうゆ
  - ｢-3℃｣
  - 「爪を噛んでた」
  - ｢星空のギャングスター｣
- 湯川専務
  - 「Dreamcast」
  - 「噂のDreamcast」
- 夢工場
  - 「フォトジェニック・エンジェル」（作・編曲）
  - 「君をとばした午後」（作・編曲）
  - 「夢騎士」（作・編曲）
  - 「千夜一夜（アラビアンナイト）を渡れ」（作・編曲）
- 吉田拓郎
  - 「裏街のマリア」（編曲）
- 吉田真里子
  - 「さよならのリフレイン」

### ら行
- ラストアイドル（LaLuce）
  - 「Everything will be all right」（GOTO名義）
- Little Kiss（石橋貴明・工藤静香）
  - 「A.S.A.P.」
- ribbon
  - 「リトル☆デイト」
  - 「そばにいるね」
- レベッカ
  - 「夢幻飛行」（作曲）

### わ行
- 渡辺香津美
  - 「OLIVE'S STEP」
- 渡辺美奈代
  - 「瞳に約束」
  - 「雪の帰り道」
  - 「TOO ADULT」
  - 「PINKのCHAO」
  - 「アマリリス」
  - （他アルバム曲を含む多数を提供）
- 渡辺美里
  - 「GROWIN' UP」（編曲）
  - 「死んでるみたいに生きたくない」（編曲）

## 音楽を手掛けた作品
映画
- テイク・イット・イージー（1986年）
- びんばりハイスクール（1990年）

ゲーム
- 「ウルティマ〜恐怖のエクソダス〜」BGM作曲（1987年）
ちなみにシナリオについては秋元康がアレンジしている（こちらを参照）。
- 「'89電脳九星占い」BGM作曲（1989年）
- 「夜光虫」BGM作曲（1995年)
- 「エイブ・ア・ゴーゴー」日本語版テーマ作曲（1997年）
- PAL 神犬伝説（1997年）

テレビ番組
- 日本テレビ系ドラマ「怒れ兄弟!」主題歌「怒れ兄弟!」（1979年） - 「後藤次利 BAND」名義
- TBS系「加トちゃんケンちゃんごきげんテレビ」メインテーマ音楽（1986年 - 1992年）
- フジテレビ系 「夜のヒットスタジオSUPER」（1989年 - 1990年）
- フジテレビ系「とんねるずのみなさんのおかげです」テーマソング、仮面ノリダー「仮面ノリダーぶっとばすぞのテーマ」
- 日本テレビ系「とんねるずの生でダラダラいかせて!!」テーマソング
- 日本テレビ系「NNNきょうの出来事」オープニング・ヘッドラインテーマ「file」およびBGM（1994年4月 - 2002年3月）
テーマ曲「file」はのちに、ソロアルバム「do not disturb」に収録されている。
番組内のBGMも担当している。なお、フラッシュニュースで特集を紹介するBGMは、ソロアルバム『CITY TRICKLES ―街の雫―』から「URGENT：追い込まれた色彩」が使用されていた。
- NHK衛星第2「おーい!ニッポン」県のうた（各都道府県含めた全49曲）（1998年 - 2003年）
- WOWOWドラマ「多重人格探偵サイコ/雨宮一彦の帰還」全6話（2000年）
- NHK Eテレ「いないいないばあっ!」ひよこ おんど♪（2014年）
- NHK BSプレミアム「ワンワンパッコロ!キャラともワールド」はなみず★ビート～終わらない二人旅～（2014年）

CM
- シャープ コンパクトディスク ステレオダブルカセット QT-25CD「ツインカムWリバースCD」（1986年）
- 東洋ゴム「LIZA（ライザ）」（1984年）
ソロアルバム『CITY TRICKLES ―街の雫―』より「THE BREAKING POINT：終りのない加速」を使用。
- 日清食品「日清焼そばU.F.O.」（1986年）
- ダイハツ 「新シャレード」（1986年）
- パイオニア「レーザーディスク」「LDコンポ」
- セガ「ドリームキャスト」湯川専務「Dreamcast」（1998年）

など
アニメ
- 大YAMATO零号（旧録の宮川泰の楽曲を除く全て）
4枚目のソロアルバム『INNER SUGGESTIONS』収録の「Time out」が再編曲され、メインテーマとして使用されている。

パチンコ
- CR花の慶次〜斬（プレミアム大当たり中BGM）「ひとひらの花」／日野あずき（2009年）

その他
- 茨城県ひたちなか市「素敵な明日のために」本田美奈子（1995年）
- 「スギノールのテーマ」杉谷拳士選手（日本ハムファイターズ）登場曲／石橋貴明（2020年）
とんねるず「がじゃいも」のサビの一部分を使用。YouTubeの貴ちゃんねるずにてレコーディングの模様がアップされている。

## レース戦績

### 全日本GT選手権
| 年     | チーム             | コ・ドライバー | 使用車両      | クラス | 1   | 2   | 3   | 4     | 5   | 順位 | ポイント |
| ------ | ------------------ | -------------- | ------------- | ------ | --- | --- | --- | ----- | --- | ---- | -------- |
| 1994年 | オオスカレーシング | 新田守男       | ポルシェ・911 | GT2    | FSW | SEN | FSW | SUG 5 | MIN | 18位 | 8        |

## 出演
- 次利・ノッコの気分はハートビート（エフエム東京）
- TDK HITS SCANNER（エフエム東京）